# Cataglyphis piliger
Cataglyphis piliger é uma espécie de inseto do gênero Cataglyphis, pertencente à família Formicidae.